# Талазани
Талазани (фр. Talasani, корс. Talasani) — коммуна во Франции, находится в регионе Корсика. Департамент коммуны — Верхняя Корсика. Входит в состав кантона Казинка-Фумальто. Округ коммуны — Бастия.
Код INSEE коммуны — 2B319.

## Население
Население коммуны на 2008 год составляло 561 человек.
| 1962 | 1968 | 1975 | 1982 | 1990 | 1999 | 2008 |
| ---- | ---- | ---- | ---- | ---- | ---- | ---- |
| 209  | 236  | 226  | 218  | 394  | 516  | 561  |

## Экономика
В 2007 году среди 375 человек в трудоспособном возрасте (15—64 лет) 254 были экономически активными, 121 — неактивными (показатель активности — 67,7 %, в 1999 году было 59,1 %). Из 254 активных работали 208 человек (129 мужчин и 79 женщин), безработных было 46 (23 мужчины и 23 женщины). Среди 121 неактивных 25 человек были учениками или студентами, 35 — пенсионерами, 61 были неактивными по другим причинам.